# Vector Graphic
Vector Graphic, Inc., fue una empresa de microcomputadoras fundada en 1976, el mismo año que Apple Computer, durante la era de las PC anteriores a IBM, junto con NorthStar Horizon, IMSAI y MITS Altair.

## Historia

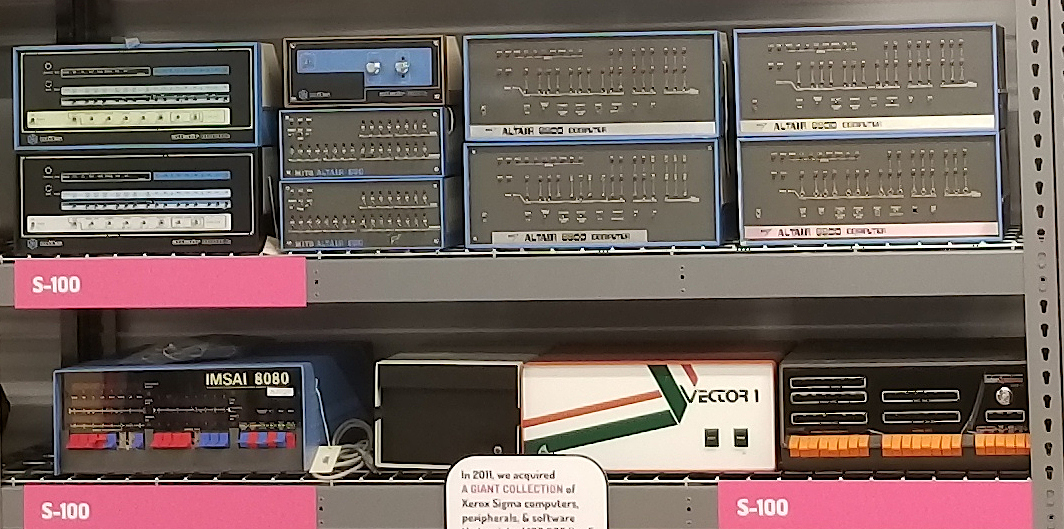
Un Vector 1, un IMSAI 8080 y varias computadoras Altair 8800 en un estante en Living Computers: Museum + Labs.

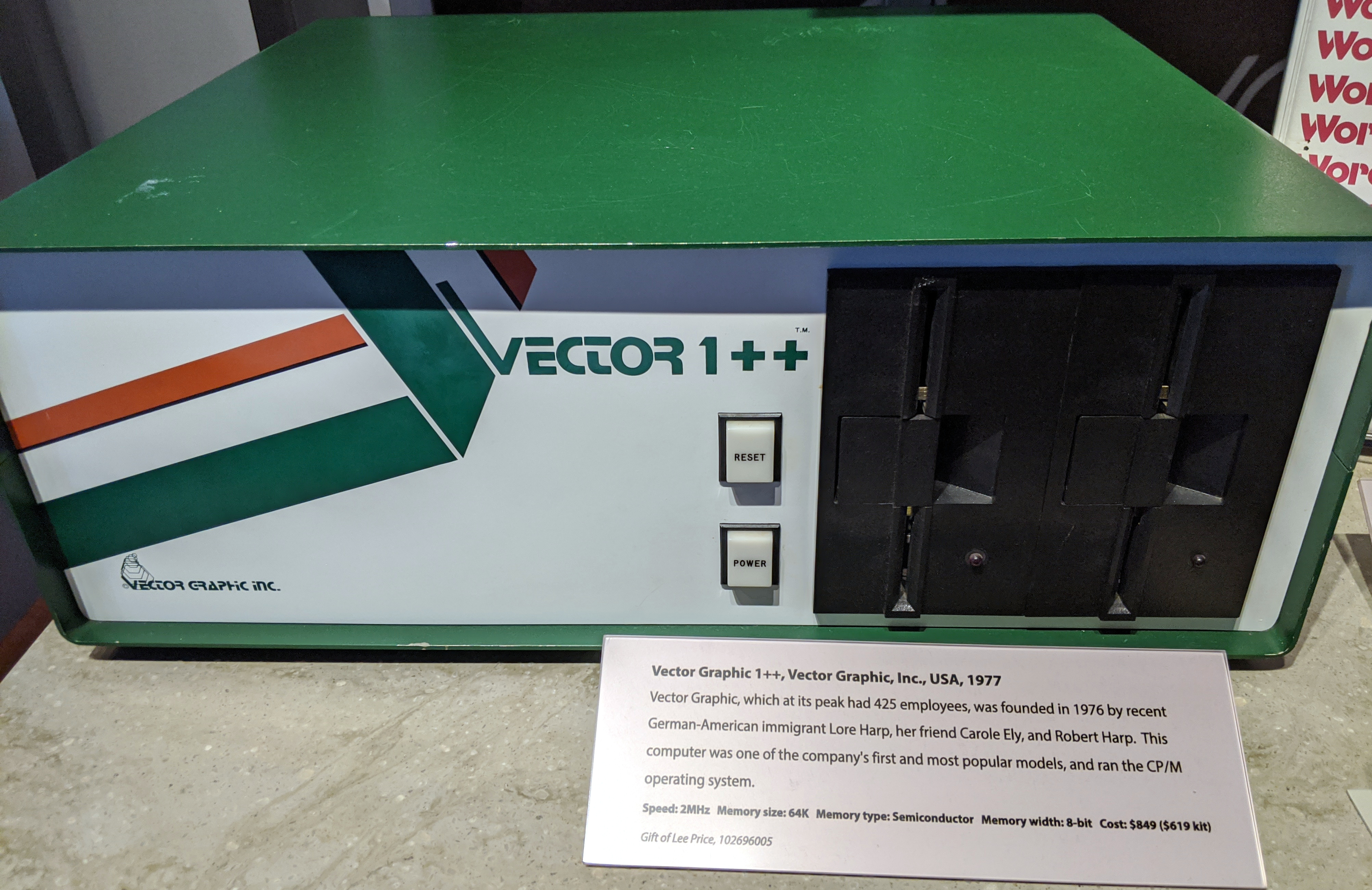
Un Vector 1++ en el Museo de la Historia de la Computación.

El primer producto fue una tarjeta de memoria para el bus S-100. En 1977 se introdujo una microcomputadora completa que utilizaba el microprocesador Z80, la Vector 1. Se produjeron varios modelos de gráficos vectoriales. El Vector 1+ tenía una unidad de  disquete. El Vector Graphic 3 tenía un teclado fijo alojado en el que se anclaba un terminal de pantalla combinado y una carcasa de CPU. El Vector Graphic 4 era un modelo híbrido de transición de 8 y 16 bits.
Aunque se utiliza principalmente con el sistema operativo CP/M, Vector 3 ejecuta varios otros, incluidos OASIS, Micropolis Disk Operating System (MDOS) y Micropolis Z80 Operating System (MZOS).
Los primeros modelos de gráficos vectoriales utilizaban el controlador de disquete Micropolis y las unidades de disquete Micropolis. Los modelos posteriores se diseñaron con el controlador integrado de unidad de disquete y disco duro y utilizaron unidades de disquete Tandon.
Casi todos utilizaron inusuales 100 pistas por pulgada 5 unidades de disquete de ¼ de pulgada y medios de sector duro de 16 sectores. Algunos modelos incluían unidades de disquete de 8 pulgadas y unidades de disco duro.
Las ventas de gráficos vectoriales alcanzaron su punto máximo en 1982, momento en el que la empresa cotizaba en bolsa, con 36 millones de dólares. Poco después fracasó debido a varios factores. La introducción de la IBM PC en agosto de 1981 cambió el mercado y los actores más pequeños perdieron impulso. El Vector 4 fue anunciado previamente accidentalmente en abril de 1982, el mismo mes en que el fundador y diseñador jefe de hardware, Robert Harp, dejó la empresa después de una disputa con la cofundadora (y esposa) Lore Harp sobre el control de la empresa.
El anuncio inicial del Vector 4, que tenía un teclado separado conectado a la computadora (a diferencia de un teclado y terminal combinados) resultó en una fuerte disminución en las ventas del Vector 3 ya que los clientes retrasaron las compras hasta seis meses hasta que apareció el nuevo producto. estaba disponible.
Además, la empresa había decidido utilizar el sistema operativo CP/M en el Vector 4, que consideraban un sistema operativo superior al MDOS; La gerencia reconoció la naturaleza de su apuesta, ya que IBM movería el mercado en una dirección diferente si decidiera utilizar el sistema operativo DOS para su producto competidor, el IBM 8080. La apuesta no dio sus frutos y, a finales de 1984, Lore Harp había desaparecido y los inversores de capital riesgo se hicieron cargo.
En el verano de 1985, sólo quedaban tres docenas de empleados, frente a un máximo de 425 trabajadores en 1982. Al final, la sede y la fábrica de ensamblaje de Vector Graphic, frente a una empresa de 17 personas (Amgen) y al lado de la autopista 101, se convirtió en una tienda Home Depot. La quiebra del Capítulo 11 siguió en diciembre de 1985. No se encontró el socio de fusión buscado y en octubre de 1987 se produjo la liquidación de los activos restantes según el capítulo 7.
Las computadoras de gráficos vectoriales tuvieron muchas innovaciones, como el controlador de teclado y video integrado Flashwriter. Vector Graphic era conocido por su aplicación de procesamiento de textos Memorite. Cuando se combina con Flashwriter, el software Vector Graphic Memorite proporcionó un bajo costo. capacidad de procesamiento de textos, que anteriormente solo estaba disponible con procesadores de textos dedicados.
A 2007, Vector Graphic todavía tenía una comunidad de usuarios pequeña pero activa.

## Lectura adicional
- Documentación e información técnica del gráfico vectorial S-100 . Por Herbert R. Johnson
- Inspección de diseños de Tandon TM100 para operación de 96TPI frente a 100TPI, por Herb Johnson
- Micropolis/Gráfico vectorial S-100 FDC, Computadoras S100